# リヴァロッサ
リヴァロッサ（伊: Rivarossa）は、イタリア共和国ピエモンテ州トリノ県にある、人口約1,600人の基礎自治体（コムーネ）。

## 地理

### 位置・広がり

#### 隣接コムーネ
隣接するコムーネは以下の通り。
- フロント
- ロンバルドーレ
- オリアーニコ
- リヴァローロ・カナヴェーゼ
- サン・フランチェスコ・アル・カンポ